# Didier Raoult
Didier Raoult (Dacar, 13 de março de 1952) é um médico e microbiologista francês. Lecionava doenças infecciosas na Universidade de Aix-Marselha. Desde 2008. Ganhou atenção significativa durante a pandemia de COVID-19, ao promover o uso do medicamento anti-malária hidroxicloroquina como panaceia, apesar da ausência de base empírica para suas afirmações. Tornou-se uma referência para os discursos negacionistas de lideres populistas como Jair Bolsonaro e Donald Trump. As pesquisas científicas posteriores reforçaram o consenso de que a hidroxicloroquina é ineficaz contra o COVID-19. Raoult passou à ser investigado por diversas violações do código de ética médica.